# 村上喬一朗
村上 喬一朗（むらかみ きょういちろう、2000年12月1日 - ）は、愛媛県松山市出身のプロ野球選手（捕手・育成選手）。右投右打。オリックス・バファローズ所属。

## 経歴

### プロ入り前
愛媛大学教育学部附属小学校時代から「松山リトル」で野球を始め、愛媛大学教育学部附属中学校時代は「松山リトルシニア」に在籍する。同校での部活動は陸上部に所属していた。
高校は福岡県福岡市の東福岡高等学校に進学。甲子園の出場はなく、3年生の夏は第100回全国高等学校野球選手権南福岡大会は、1番・捕手で出場し、準々決勝の対沖学園高校で2安打を放つが4対3で敗れる。
大学は法政大学に進学。同期には同じく捕手で埼玉西武ライオンズに育成で入団した是澤涼輔がいる。3年生の東京六大学野球春季リーグで出場を果たし、秋季リーグではで10試合に出場し、打率.333、1本塁打、6打点を記録する。4年生の春季リーグでは14試合に出場し、打率.311、0本塁打、3打点、秋季リーグではで7試合に出場し、打率.308、0本塁打、1打点の成績を挙げ、大学4年間の通算で、31試合に出場し、打率.318、1本塁打、10打点の成績を残す。
2022年10月20日に行われたプロ野球ドラフト会議にて、オリックス・バファローズから育成ドラフト5巡目指名され、11月12日、支度金350万円、年俸240万円（金額は推定）で契約合意に達し、同月30日、大阪市内のホテルで入団発表会見が行われた。背番号は034。

### プロ入り後
2023年、二軍公式戦で35試合に出場し、打率.271、5打点の成績を残す。11月25日から4年ぶりに台湾で開催された2023アジアウインターベースボールリーグにNPB RED選抜として、14試合に出場し、打率.294、3打点を記録する。
2024年、二軍公式戦の出場は前年を下回る18試合にとどまり、打率.280、1打点という成績だった。

## 選手としての特徴
大学時代の通算打率は3割を越え、二塁への送球タイムは1.9秒の強肩強打の捕手。

## 詳細情報

### 背番号
- 034（2023年[9] - ）